# توفیق بهراموف
توفیق بهراموف (به ترکی آذربایجانی: Tofiq Bəhramov) (به روسی: Тофик Бахрамов) (زاده ۲۹ ژانویه ۱۹۲۵ – درگذشته ۲۶ مارس ۱۹۹۳) داور فوتبال اهل شوروی از جمهوری آذربایجان کنونی، که مهم‌ترین رویداد ورزشی که قضاوت آن را برعهده داشته، دیدار فینال جام جهانی فوتبال ۱۹۶۶ بود. توفیق بهراموف یکی از دو کمک داور بازی فینال میان تیم ملی فوتبال آلمان غربی و تیم ملی فوتبال انگلیس بود که بخاطر اعلام اشتباهی گل انگلیس به آلمان شهرت یافت. در یک صحنه در حالیکه بازی در وقت‌های اضافه دو بر دو در حال پیگیری بود جف هرست|جف هورست بازیکن انگلیس توپ را به طرف دروازه آلمان شوت زد و توپ پس از برخورد با تیرک افقی روی خط دروازه فرود آمد که توفیق بهراموف به اشتباه آن را گل اعلام کرد. در نهایت انگلیس این بازی را ۴ بر ۲ برد و فاتح جام جهانی شد.
استادیوم ملی جمهوری آذربایجان، پس از تشکیل دولت مستقل جمهوری آذربایجان، از لنین به ورزشگاه توفیق بهراموف تغییر یافت.